# Apocalipsis de Pedro

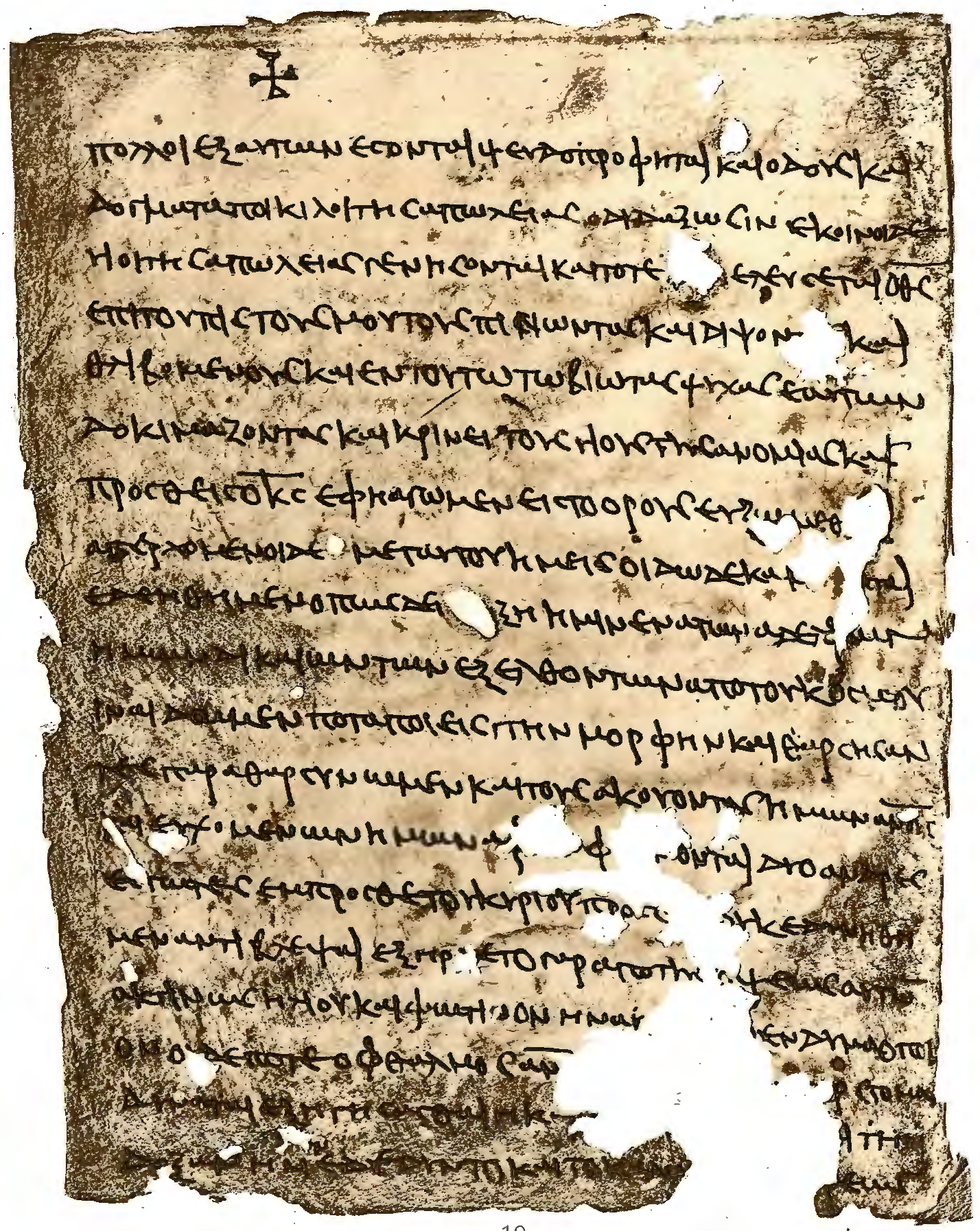
Apocalipsis de Pedro.

El Apocalipsis de Pedro es un libro apócrifo neotestamentario, atribuido al apóstol Pedro, que data, según la mayoría de los estudiosos, del primer tercio del siglo II. Jesús, en diálogo con sus discípulos, les refiere la suerte que las diversas personas correrán después de la muerte. Es la primera referencia al más allá en la literatura cristiana, y describe con detalle los tormentos que los condenados sufren en el infierno, así como el gozo extático de los bienaventurados en el paraíso.
La obra se ha conservado a través de dos manuscritos: uno etíope, en lengua ge'ez, y otro hallado en Ajmin, en Egipto, en lengua griega, en el mismo pergamino en que se ha transmitido también el Evangelio de Pedro. Parece que, aunque la obra original fue compuesta en griego, el texto etíope representa un estado más primitivo del texto. Entre los dos textos hay importantes diferencias. 
El Apocalipsis de Pedro es considerada canónica por el Fragmento Muratoriano, hacia el año 170. Cabe mencionar que el fragmento indica que, a juicio de algunos, no habían de leerlo los cristianos. Además, advierte que ya circulaban falsificaciones. También explica que debían rechazarse tales libros “porque no conviene mezclar la hiel con la miel” es por esto, que con posterioridad fue apartada del canon neotestamentario y considerada apócrifa. 
Según muchos eruditos, el Fragmento de Muratori fue compuesto en el siglo IV, haciendo ver su desconocido autor que era del siglo II. Sin embargo, el trabajo de Harnack y de Von Campenhausen, sostienen que el período del mismo se sitúa en la segunda mitad del siglo II (170-196). Harnack argumenta que el Fragmento de Muratori, fue una promulgación oficial de Roma definiendo los contenidos del Nuevo Testamento para el resto de la iglesia. Considera posible la redacción en Roma, teniendo como referencia concreta al Pastor de Hermas.

## Historia del manuscrito
Desde la época medieval hasta 1886, el Apocalipsis de Pedro fue conocido únicamente a través de citas y menciones en los primeros escritos cristianos. Un manuscrito fragmentado en griego koiné fue descubierto durante las excavaciones iniciadas por Gaston Maspéro durante la temporada 1886-1887 en una necrópolis del desierto en Akhmim, en el Alto Egipto. El fragmento consistía en hojas de pergamino supuestamente depositadas en la tumba de un monje cristiano.}} Existen diversas estimaciones sobre la fecha de escritura del manuscrito. El paleógrafo Guglielmo Cavallo y el papirólogo Herwig Maehler estiman que la fecha más probable es finales del siglo VI. El manuscrito griego se conserva actualmente en el Museo Copto del Cairo Antiguo.